# 工作溫度
工作溫度（英語：是電力或機械設備工作的局部環境允許的溫度範圍。設備將在指定的溫度範圍內有效運行，該溫度範圍根據設備功能和應用環境而變化，範圍從「最低工作溫度」到「最高工作溫度」（或「峰值工作溫度」）。在「安全工作溫度」範圍之外，設備可能會出現故障。
它是可靠性工程的一個組成部分
同樣的，生物系統也有一個可行的溫度範圍，可以稱之為「工作溫度」。

## 範圍
大多數半導體器件是以幾種溫度等級製造的。廣泛接受的等級是：
- 商務： 0°至70°C
- 工業：−40°至85°C
- 軍事：−55°至125°C

儘管如此，每個製造商都定義了自己的溫度等級，因此設計師必須密切關注實際的資料表規範。例如，美信集成產品的產品使用五種溫度等級：
- 軍規：−55°C至125°C
- 自動機：−25°C至125°C
- AEC-Q100 等級2：−40°C至105°C
- 擴展工業：−40°C至85°C
- 工業：−20°C至85°C

這種等級的使用確保了設備適合其應用，並能承受其使用的環境條件。正常工作溫度範圍受到幾個因素的影響，例如設備的功耗。這些因素用於定義設備的「閾值溫度」，即設備的最高正常工作溫度和設備，將不再是工作的最高工作溫度。在這兩個溫度之間，設備將在非峰值水準下運行。例如，電阻器可能具有70°C的閾值溫度和155°C的最高溫度，在這兩個溫度之間，它表現出熱降額定。
對於電氣設備，操作溫度可以是設備中半導體的接面溫度（TJ）。街面溫度受環境溫度的影響，對於集成電路，由方程給出：
{\displaystyle T_{J}=T_{a}+P_{D}\times R_{ja}}
其中TJ是以°C為單位的街面溫度，Ta為以°C為單位的環境溫度，PD以W為單位的集成電路的功耗，Rja則是以°C/W為單位的與環境熱阻的結。

## 航空航太和軍事
用於軍事和航空航太應用的電力和機械設備可能需要承受更大的環境可變性，包括溫度範圍。
在美國國防部中，為美國武裝部隊使用的所有產品定義了美國軍用標準。MIL-STD-810，「國防部環境工程考慮因素和實驗室測試測試方法標準」中規定了產品的環境設計和測試極限，即其在整個使用壽命內將經歷的條件。
MIL-STD-810G標準規定，「當被認為具有最長熱滯後的測試項目的功能部件的溫度以每小時不超過2.0°C（3.6°F）的速度變化時，即可實現工作溫度穩定。」它還規定了評估資料在極限溫度荷重下的效能的程式。
軍用發動機渦輪葉片在正常使用過程中會經歷兩種顯著的變形應力，即蠕變和熱疲勞。資料的蠕變壽命「高度依賴於工作溫度」，因此，蠕變分析是設計驗證的重要組成部分。通過將冷卻系統集成到設備的設計中，降低金屬所經歷的峰值溫度，可以減輕蠕變和熱疲勞的一些影響。

## 商業和零售
商業和零售產品的製造要求不如軍事和航空航太應用的要求嚴格。例如，英特爾生產的微處理器分為三個級別：商用、工業和擴展。
由於某些設備在運行過程中會產生熱量，因此可能需要熱管理來確保它們在指定的運行溫度範圍內；特別是它們在設備的最高操作溫度或低於該最高操作溫度下操作。冷卻安裝在典型商業或零售配置中的微處理器需要「正確安裝在處理器上的散熱器，以及通過系統主機殼的有效氣流」。。系統旨在保護處理器免受異常操作條件的影響，例如「高於正常環境空氣溫度或系統熱管理組件（如系統風扇）故障」儘管在「一個設計得當的系統中，該功能永遠不應該啟動」。，冷卻和其他熱管理科技可能會影響效能和譟音水準。住宅應用中可能需要噪音緩解策略，以確保噪音水準不會變得不舒服。
電池的使用壽命和功效受工作溫度的影響功效是通過比較電池在20°C和溫度下的使用壽命百分比來確定的。歐姆負載和工作溫度通常共同决定電池的放電速率。。此外，如果原電池的預期工作溫度偏離典型的10°C至25°C範圍，則工作溫度「通常會對所選應用電池的類型產生影響」。當「適當提高電池工作溫度」時，部分耗盡的鋰二氧化硫電池的能量回收已被證明可以改善。

## 生物學
哺乳動物試圖通過體溫調節在各種條件下保持舒適的體溫，體溫調節是哺乳動物體內平衡的一部分。哺乳動物的最低正常溫度，即基礎體溫，是在睡眠期間達到的。在女性中，它受到排卵的影響，導致雙相模式，這可能被用作生育意識的一個組成部分
在人類中，下丘腦調節代謝，從而調節基礎代謝率。它的功能之一是調節體溫。核心體溫也是衡量個體晝夜節律時間的經典相位標誌之一。
正常人體溫度的變化可能會導致不適。最常見的這種變化是發燒，這是身體體溫調節設定點的暫時升高，通常升高約1-2°C（1.8-3.6°F）。體溫過高是一種由身體吸收的熱量超過其消散能力而引起的急性疾病，而體溫過低是身體核心溫度降至正常代謝所需溫度以下的疾病，是由於身體無法補充流失到環境中的熱量而引起。

## 註解
1. ↑  https://www.cactus-tech.com/wp-content/uploads/2019/03/Commercial-and-Industrial-Grade-Products.pdf （页面存档备份，存于） [裸網址]
2. ↑  .   [2024-05-20]. （原始内容存档于2019-11-04）.
3. ↑  Vassighi & Sachdev 2006，第32頁.
4. 1 2  United States Department of Defense.
5. ↑  United States Department of Defense，section 2.1.1.
6. 1 2 3  Branco, Ritchie & Sklenička 1996.
7. ↑  Pentium Processor Packing Identification CodesIntel's packaging indicates the processors operating temperature range by denoting it with a grade: 'Q' (commercial grade), 'I' (industrial grade), and 'L' or 'T' (extended grade). It also has an automotive grade 'A'
8. 1 2 3 4 5  Intel Corporation.
9. ↑  Crompton 2000.
10. ↑  Crompton 2000，第figure 30.33頁.
11. ↑  Crompton 2000，第2/5頁，section 2.1.
12. ↑  Dougal, Gao & Jiang 2005.
13. ↑  Benloucif et al. 2005.
14. ↑  Marx 2010，第1870頁.